# تپه سیگنال (کیپ‌تاون)

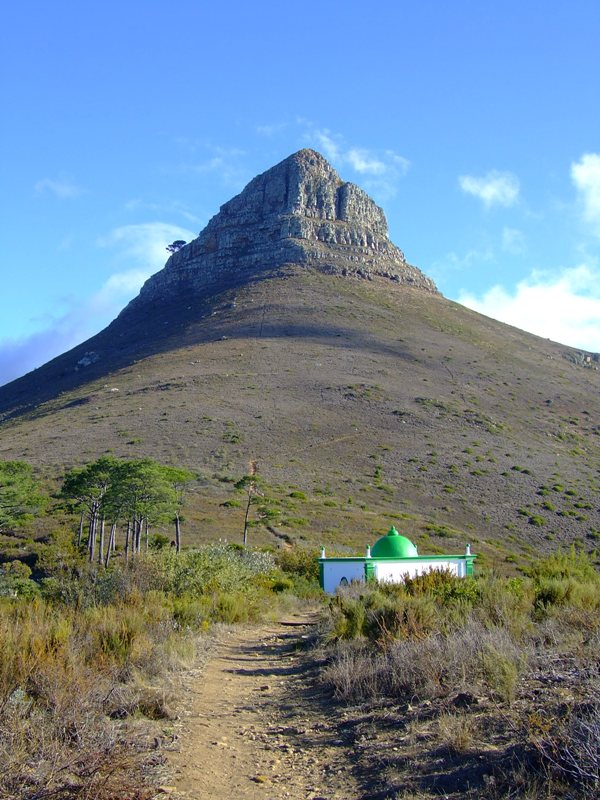
نمایی از «کرامت» (مقبره برای یک مسلمان) به سمت سر شیر از مسیر پیاده‌روی سیگنال هیل

تپه سیگنال (به انگلیسی: Signal Hill) در جنوب کیپ تاون در آفریقای جنوبی واقع شده‌است. این تپه از شمال به کوه تیبل و کوه سرشیر متصل می‌شود.
نام قدیمی این تپه پهلوی شیر بوده‌است. مجاورت این تپه در کنار کوه سرشیر موجب شده که این تپه به شکل بدن یک شیر به نظر می‌رسد.
از این تپه به عنوان مکانی برای رد و بدل کردن پیام میان خشکی و کشتی‌ها استفاده می‌شده‌است. توپ‌های جنگی موجود در این تپه هم‌اکنون برای اخطار به کشتی‌ها در صورت وقوع سانحه استفاده می‌شود.
اشراف تپه به کرانه‌های اقیانوس اطلس موجب شده که تماشای غروب از بالای این تپه لذت بخش باشد.

## مقبره
روی تپه چندین قبر وجود دارد که مربوط به مسلمانان می‌شود. گنبد و بارگاه شیخ محمدحسن غیب شاه در این تپه قرار دارد.

## پوشش گیاهی
پوشش گیاهی این تپه که در اثر مجاورت دریا و خشکی شکل گرفته از جاذبه خاصی برخوردار است.